# Monodrama
Een monodrama (Duits: Solospiel) is een gesproken toneelstuk of opera die wordt uitgevoerd door slechts één enkele acteur, die meestal ook niet meer dan één personage verbeeldt. Onemanshows vertonen veel overeenkomsten met monodrama's. Veel toneelstukken die voor de pantomime zijn geschreven worden als monodrama opgevoerd.

## Opera
In de opera was een monodrama oorspronkelijk een melodrama met slechts één rol. Een van de eerste voorbeelden hiervan is Pygmalion van Jean-Jacques Rousseau, en de gelijknamige operabewerking van Georg Benda. De term wordt ook gebruikt voor werken met slechts één speler die geen zwijgende rol vervult, zoals in Die glückliche Hand van Arnold Schönberg. Erwartung van Schönberg en La voix humaine van Francis Poulenc zijn andere modernere voorbeelden van monodrama's. Eight Songs for a Mad King en Licht zijn monodrama's met meer instrumentale begeleiding.

## Gesproken toneel
Richard Anton Meerheimb, Samuel Beckett (Krapp's Last Tape) en Anton Tsjechov (The Danger of Smoking) hebben als monodrama bedoelde gesproken toneelstukken geschreven. Ook het gedicht Maud van Alfred Tennyson is als monodrama-toneelstuk opgevoerd.
In Duitsland vinden geregeld internationaal georiënteerde monodramafestivals plaats.